# Diastellopterus nigricornis
Diastellopterus nigricornis är en skalbaggsart som beskrevs av Aurivillius 1916. Diastellopterus nigricornis ingår i släktet Diastellopterus och familjen långhorningar. Inga underarter finns listade i Catalogue of Life.